# Tomorrow's Harvest
Tomorrow's Harvest es el cuarto álbum de estudio del grupo de música electrónica británico Boards of Canada, lanzado en 2013 por Warp Records.
Este trabajo representó el primer álbum de Boards of Canada en ocho años, tras "The Campfire Headphase", de 2005, siendo recibido con excelentes críticas y altos puestos en las listas.
Tras la edición de "The Campfire Headphase", los hermanos Michael Sandison y Marcus Eoin decidieron tomarse algo de tiempo libre, aprovechando también para viajar, al tiempo que refaccionaron y expandieron su estudio Hexagon Sun, sito al sur de Edimburgo, y empezaron a producir algunas maquetas y esbozos para lo que sería "Tomorrow's Harvest". Eoin reveló que "algunos de los más primitivos embriones" del álbum vieron la luz en zonas rurales de Nueva Zelanda.
Las sesiones de grabación de este álbum, que consta de 17 temas, comenzaron inmediatamente tras la edición del mencionado "The Campfire Headphase", aunque Marcus Eoin admitió, en una entrevista para el periódico inglés "The Guardian", que decidieron apurar la producción seriamente, con vistas a la edición, recién en 2012.
Durante las sesiones fue usada una amplia gama de efectos, mayormente antiguos, sumados a una cantidad moderada de máquinas de ritmos y samplers, dándole mayor cabida a la percusión real.
La portada del álbum muestra una fotografía difusa del horizonte de la ciudad de San Francisco, tomada desde la base militar Alameda, hoy inactiva.

## Lista de canciones
Todos los temas escritos por Marcus Eoin y Mike Sandison

| N.º | Título                  | Duración |  |
| 1.  | «Gemini»                | 2:56     |  |
| 2.  | «Reach for the Dead»    | 4:47     |  |
| 3.  | «White Cyclosa»         | 3:13     |  |
| 4.  | «Jacquard Causeway»     | 6:35     |  |
| 5.  | «Telepath»              | 1:32     |  |
| 6.  | «Cold Earth»            | 3:42     |  |
| 7.  | «Transmisiones Ferox»   | 2:18     |  |
| 8.  | «Sick Times»            | 4:16     |  |
| 9.  | «Collapse»              | 2:49     |  |
| 10. | «Palace Posy»           | 4:05     |  |
| 11. | «Split Your Infinities» | 4:28     |  |
| 12. | «Uritual»               | 1:59     |  |
| 13. | «Nothing is Real»       | 3:52     |  |
| 14. | «Sundown»               | 2:16     |  |
| 15. | «New Seeds»             | 5:39     |  |
| 16. | «Come to Dust»          | 4:07     |  |
| 17. | «Semena Mertvykh»       | 3:30     |  |

## Personal
- Marcus Eoin: producción, grabación, diseño, portada
- Mike Sandison: producción, grabación, diseño, portada